# Saint-Cyr-du-Ronceray
Saint-Cyr-du-Ronceray település Franciaországban, Calvados megyében. Lakosainak száma 724 fő (2018. január 1.). Saint-Cyr-du-Ronceray Auquainville, Fervaques, Prêtreville, Saint-Pierre-de-Mailloc és Tordouet községekkel határos.

## Népesség
A település népessége az elmúlt években az alábbi módon változott:
| Lakosok száma | 261  | 309  | 611  | 707  | 665  | 648  | 647  | 718  | 723  | 724  |
|               | 1962 | 1968 | 1982 | 1990 | 2006 | 2008 | 2013 | 2015 | 2017 | 2018 |